# 劉保厚
劉保厚（?—?），山東省濟寧直隸州人，清朝政治人物、同進士出身。
光緒九年（1883年），参加癸未科殿試，登進士三甲88名。同年五月，著以主事分部学习。